# Josef Pazderka
Josef Pazderka (* 5. září 1974 Jihlava) je český novinář a reportér, od října 2022 šéfredaktor stanice Český rozhlas Plus, bývalý zahraniční zpravodaj České televize (v letech 2006 až 2010 v Rusku a v letech 2012 až 2016 v Polsku). Od listopadu 2016 byl zástupcem šéfredaktora Aktuálně.cz, a od dubna 2018 do srpna 2022 jeho šéfredaktorem.

## Život

### Studium a rodina
Po absolvování jihlavského gymnázia vystudoval historii na Filozofické fakultě Univerzity Karlovy v Praze (promoval v roce 1999) a rozvojová studia na Oxford Brookes University ve Velké Británii (promoval v roce 2003).
Josef Pazderka je ženatý a má čtyři syny.

### Pracovní kariéra
V letech 1999 až 2004 pracoval v obecně prospěšné společnosti Člověk v tísni, a to kromě jiného také jako vedoucí její humanitární mise v Čečensku v letech 2000 a 2001.
V České televizi začal působit v roce 2005. Od roku 2006 byl zahraničním zpravodajem ČT v Rusku. Ruskou zahraniční zpravodajskou misi však musel předčasně v únoru 2010 ukončit, protože mu ruské úřady neprodloužily pracovní vízum. Oficiální důvod pro tento krok sdělen nebyl, ale spekulovalo se o odvetě za vyhoštění zpravodaje listu Parlamentskaja gazeta v létě 2009 z České republiky (ve skutečnosti mělo jít o pracovníka tajných služeb). Od roku 2012 byl zahraničním zpravodajem ČT ve Varšavě(informoval i o dění v Pobaltí, Bělorusku a na Ukrajině). Na pozici zahraničního zpravodaje v Polsku skončil na přelomu srpna a září 2016 (nahradil jej Miroslav Karas). Zároveň v letech 2014 až 2017 přispíval do britského katolického týdeníku The Tablet články o událostech v Česku, Polsku a dalších východoevropských zemích.
V listopadu 2016 odešel do redakce online deníku Aktuálně.cz, kde se stal zástupcem šéfredaktora. Od dubna 2018 do srpna 2022 tento zpravodajský portál vedl. V říjnu 2022 vystřídal Petra Šabatu na pozici šéfredaktora celoplošné analyticko-publicistické stanice Český rozhlas Plus. Od října 2023 připravuje pro tuto stanici společně s Ondřejem Soukupem podcast Na východ!, který je tematicky zaměřený na postsovětský prostor.

### Knihy
Je editorem a spoluautorem knihy Invaze 1968: ruský pohled, kterou v roce 2011 vydal Ústav pro studium totalitních režimů a nakladatelství Torst. Publikace postupně vyšla v polském i ruském vydání, v angličtině byla v roce 2019 zařazena do prestižní The Harvard Cold War Studies Book Series na Harvardově univerzitě v USA. Je rovněž je autorem knihy rozhovorů s novinářkou Petrou Procházkovou, která se jmenuje Novinářka na divokém východě a vyšla v roce 2008 v nakladatelství Portál.

### Ocenění
Je pětinásobným držitelem ocenění Novinářská cena, poprvé hned dvakrát za reportáže z roku 2012, v kategorii psané žurnalistiky za reportáž s názvem Nikdo vás nepotřebuje o beslanské tragédii v Severní Osetii (vyšla v časopise Revolver Revue) a v sekci audiovizuální žurnalistiky za sérii reportáží s názvem Somálsko mezi boji a hladomory (vysílala je Česká televize). V roce 2014 byl s kolegy Michalem Kubalem a Jakubem Szántó oceněn za reportérskou práci na Ukrajině a Novinářskou cenu dostal i jeho rozhovor s redaktorem serveru Aktuálně.cz Janem Gazdíkem o práci zahraničního zpravodaje České televize během ruské invaze na Krym. V červnu 2022 obdržel Novinářskou cenou počtvrté za sérii komentářů o Rusku na zpravodajském portálu Aktuálně.cz  a o dva roky později popáté společně s Ondřejem Soukupem za díl rozhlasového podcastu Na Východ!, věnovaný ukrajinskému Donbasu. Ve stejném roce (2024) převzal taky prestižní novinářskou Cenu Karla Havlíčka Borovského "pro osobnosti, které dávají tvář české žurnalistice". Porota ve zdůvodnění ocenila jeho "přínosné a nepředpojaté zpravodajství, osobní nasazení v reportážích a výraznou schopnost vést ostatní novináře".